# 国鉄タキ5700形貨車
国鉄タキ5700形貨車（こくてつタキ5700がたかしゃ）は、かつて日本国有鉄道（国鉄）及び1987年（昭和62年）4月の国鉄分割民営化後は日本貨物鉄道（JR貨物）に在籍した私有貨車（タンク車）である。

## 概要
本形式は、塩素酸石灰液専用の35t積タンク車として1957年（昭和32年）3月13日から1971年（昭和46年）4月23日にかけて9ロット14両（コタキ5700 - コタキ5713）が日本車輌製造の1社のみで製作された。
記号番号表記は特殊標記符号「コ」（全長 12 m 以下）を前置し「コタキ」と標記する。
本形式の他に塩素酸石灰液を専用種別とする形式には、他に例がなく唯一の存在であった。
落成時の所有者は日本曹達、丸正産業の2社であり、常備駅は全て信越本線（現・えちごトキめき鉄道妙高はねうまライン）の二本木駅であった。1977年（昭和52年）11月9日に丸正産業所有車1両（コタキ5706）が日本曹達へ名義変更された。
タンク体は普通鋼（一般構造用圧延鋼材）製のドーム付き直円筒型であり断熱材を巻いてキセ（外板）を装備した。荷役方式はタンク上部にある積込口からの上入れ、液出管と空気管使用による上出し方式である。
車体色は黒、寸法関係は全長は10,900mm、全幅は2,380mm、全高は3,655mm、台車中心間距離は6,800mm、実容積は23.0m3、自重は18.0t - 18.9t、換算両数は積車5.5、空車1.8であり、台車はベッテンドルフ式のTR41Cである。
1987年（昭和62年）4月の国鉄分割民営化時には全車（14両）の車籍がJR貨物に継承されたが、1996年（平成8年）3月に最後まで在籍した2両（コタキ5700、コタキ5706）が廃車となり同時に形式消滅となった。

### 年度別製造数
各年度による製造会社と両数、所有者（落成時の社名）は次のとおりである。
- 昭和31年度 - 3両
  - 日本車輌製造 3両 日本曹達（コタキ5700 - コタキ5702）
- 昭和33年度 - 3両
  - 日本車輌製造 1両 日本曹達（コタキ5703）
  - 日本車輌製造 2両 日本曹達（コタキ5704 - コタキ5705）
- 昭和35年度 - 3両
  - 日本車輌製造 1両 丸正産業（コタキ5706）
  - 日本車輌製造 2両 日本曹達（コタキ5707 - コタキ5708）
- 昭和36年度 - 2両
  - 日本車輌製造 2両 日本曹達（コタキ5709 - コタキ5710）
- 昭和41年度 - 2両
  - 日本車輌製造 1両 日本曹達（コタキ5711）
  - 日本車輌製造 1両 丸正産業（コタキ5712）
- 昭和46年度 - 1両
  - 日本車輌製造 1両 丸正産業（コタキ5713）